# 时代周报
《时代周报》（The Time Weekly）是中华人民共和国广州市的一份政经类周报，隶属于广东省出版集团，由广东时代传媒有限公司主办，于2008年11月18日创刊。总部位于广州，在北京、上海设有记者站，面向中国大陆地区发行。

## 概况
《时代周报》从创刊至2009年10月已发行超过50期。报纸目前分为时政、经济、文化三叠，现在每期一般有36版左右，逢周二出版。
报纸的口号是“报道一切重要新闻 影响有影响力的人”，“全球视野 中国立场”。

## 历任负责人
| 社长 - 宋浩 - 孙波 | 总编辑 - 宋繁银 - 李远谋 |